# Hákun Djurhuus
Hákun Djurhuus, född 11 december 1908 i Tórshavn, död 22 september 1987, var en färöisk politiker.
Djurhuus var mellan åren 1963 och 1967 Färöarnas lagman (regeringschef). Under samma period var han Fólkaflokkurins partiledare.